# Carl Czerny
Carl Czerny (również Karl; właściwie: Karel; ur. 21 lutego 1791 w Wiedniu, zm. 15 lipca 1857 tamże) – austriacki pianista, kompozytor i nauczyciel pochodzenia czeskiego. Do dziś jest pamiętany za swoje etiudy na fortepian, które wciąż stanowią podstawowy materiał pedagogiczny w kształceniu pianistów.

## Życiorys
Początkowo brał lekcje gry na fortepianie u swojego ojca, potem także u Johanna Nepomuka Hummla, Antonia Salieriego i Ludwiga van Beethovena. Był cudownym dzieckiem, po raz pierwszy wystąpił publicznie w wieku 8 lat, zagrał wówczas koncert fortepianowy Mozarta.
Był znakomitym pedagogiem; jednym z jego uczniów był Ferenc Liszt, który zadedykował mu swoje Etiudy Transcendentalne (Études d'exécution transcendante). Czerny był pierwszym kompozytorem, który użył słowa etiuda (studium) jako tytuł utworu muzycznego. Uczył również najsłynniejszego później pedagoga fortepianu, Polaka Teodora Leszetyckiego, który stworzył wielką szkołę pianistyki światowej.
Czerny skomponował bardzo wiele utworów (liczba opusów, czyli dzieł wydanych, sięga 861), w tym liczne msze i requiem, a także wiele symfonii, koncertów, sonat i utworów na kwartet smyczkowy.
Jako kompozytor Czerny pozostawał pod wyraźnym wpływem Beethovena oraz reprezentował – obok Hummla, Moschelesa, Thalberga i wczesnej twórczości Chopina – styl brillant, tzw. przejściowy styl pomiędzy klasycyzmem a romantyzmem oraz zbieżny z muzycznym sentymentalizmem. Wyraziło się to w komponowaniu bardzo modnych wirtuozowskich fantazji, wariacji na tematy popularnych oper oraz innych utworów, przeznaczonych jak na fortepian solo, tak i na fortepian na 4, 6 lub 8 rąk, jak również na kilka fortepianów. Owa praktyka komponowania muzyki na duet (czy większy skład) fortepianowy pod koniec XIX wieku została zupełnie zaniechana. Wydaje się, iż w dobie coraz rzetelniejszych poszukiwań muzyczno-historycznych muzyka jego znajdzie nareszcie uznanie melomanów.
Wśród najciekawszych utworów Czernego są Ouverture charactéristique et brillante h-moll, Op.54, 3 Sonaty "Militaire et Brillante", Op.119, "Pastorale", op. 121 i "Sentimentale", op. 120 na fortepian (na 4 ręce), Fantazja f-moll, op. 226 na fortepian na 4 ręce, Koncert fortepianowy na 4 ręce z orkiestrą, op. 153 i inne.